# Cù Sìth
Il Cù-Sìth è un cane da caccia spettrale del folklore scozzese che infesta le Highlands scozzesi, il suo nome significa essenzialmente "Cane Fatato". Si dice che la creatura abbia quasi le dimensioni di un toro con una pelliccia ispida verde scuro e una coda arrotolata o intrecciata: una creatura molto intimidatoria da vedere mentre vaga per le brughiere delle Highlands. Si credeva che costruissero le loro case in fessure rocciose e molti resoconti ricordano di aver visto occhi luminosi nell'ombra.

## Mito
Il Cù-Sìth era temuto a causa della convinzione che fosse un presagio di morte, proprio come il Tristo Mietitore. Quindi mentre il Cat Sìth ruberebbe le anime dei morti, il Cù-Sìth porterebbe l'anima nell'aldilà. Sebbene fosse per lo più un cacciatore silenzioso, il Cù-Sìth a volte emetteva tre ululati agghiaccianti che potevano essere uditi per miglia intorno. Coloro che hanno sentito gli ululati avrebbero dovuto raggiungere un luogo sicuro prima del terzo ululato, altrimenti sarebbero stati sopraffatti dalla paura e sarebbero morti di puro terrore. Le donne che allattavano i bambini venivano rinchiuse il più velocemente possibile per non essere portate dai Cù-Sìth su un tumulo fatato dove sarebbero state costrette a fornire il latte per il Daoine Sìth. I Daoine Sìth erano "il popolo dei tumuli" - una razza soprannaturale, creduti essere dei o spiriti della natura che vivevano sottoterra in tumuli fatati. Molti credevano che sotto questi tumuli ci fossero gli ingressi a un universo parallelo in cui vivono e che esiste accanto al mondo umano.

## Nella cultura popolare
Creature simili sono apparse nella cultura popolare. Anche se molto più simile al Cú Sídhe irlandese, un grosso cane nero dal pelo arruffato, il Grim della serie Harry Potter sembra ispirarsi a questi racconti folcloristici. J.K. Rowling si è ispirata molto ai luoghi e al folklore scozzesi per Harry Potter e sembra che sia così anche in questo caso. Il Tristo, apparso per la prima volta ne Il Prigioniero di Azkaban, era anche un presagio di morte e Harry lo incontrò più volte in tutto il libro, con molti dei suoi amici e insegnanti preoccupati che segnalasse la sua morte.